# Forgiveness and stuff
Forgiveness and stuff es el 10.º episodio de la serie de televisión norteamericana Gilmore Girls.

## Resumen del episodio
Mientras Lorelai y Rory siguen enemistadas, en el pueblo se van preparando para organizar los eventos por Navidad; Lane le avisa a Rory cuál sería el mejor regalo para Dean. Cuando Emily llama a Lorelai para preguntarle si irá a la cena especial de Navidad que ella organiza, Lorelai argumenta que tendrá mucho trabajo y que posiblemente no iría a la reunión; Emily simplemente decide dejarla de lado e invitar únicamente a Rory. Cuando Rory y Lorelai se amistan y la primera se va a Hartford a la cena de sus abuelos, Lorelai se queda en casa, descubre a Dean intentando comunicarse con Rory y este le dice que nada pasó la noche del baile; Lorelai le cree y ambos se amistan. En la cena, Richard sufre un colapso y es llevado al hospital. Entre tanto, Lorelai se encuentra en Luke's, y él le hace una hamburguesa de Navidad en forma de San Nicolás; al enterarse del colapso de su padre, Lorelai se desespera y Luke decide acompañarla al hospital. Ahí, el encuentro cercano de Richard con la muerte obliga a todos los Gilmore a dejar de lado los viejos resentimientos y acercarse más. Emily le pregunta a Luke si hay algo entre él y Lorelai, ya que él siempre está en cada momento de su vida.
- Datos: Q11681898